# Isaac Ngahane
 (juin 2019).
Si vous disposez d'ouvrages ou d'articles de référence ou si vous connaissez des sites web de qualité traitant du thème abordé ici, merci de compléter l'article en donnant les références utiles à sa vérifiabilité et en les liant à la section « Notes et références ».
Isaac Ngahane est un homme politique camerounais, membre du Rassemblement démocratique du peuple camerounais.

## Biographie
Né le 9 août 1954 à Bangangté et mort le 31 juillet 2021 à Douala. Il a vécu à Nlohé puis à Manjo.
Issac Ngahane meurt le 31 juillet 2021 à Douala, 8 jours avant d'avoir ses 67 ans.

### Études primaires
École Protestante, Certificat d’études primaires et élémentaires à Manjo. Il part à Douala, réussit le concours d’entrée au Collège d’enseignement secondaire de Bonabéri (CES).

### Vie professionnelle
Avec la société GENICAM basée à Douala, il a réhabilité la route Bankeng-Babong à Loum, l’entretien de la voie d’accès dans les plantations de Penja, la réhabilitation du tronçon Sous-Manguiers- Pont sur le Mbélé à Loum, curage et drainage à Mboppi Douala, réhabilitation de la route Malembè-Loum, curage des drains à Tongo-Bassa, Ngoua et Mboppi à Douala, construction de la cloture de l’école publique de Mfou, construction de la clôture de l’école publique de Djeleng à Bafoussam, réhabilitation du pont sur le Nyong à Song-Mbong à Eseka, la construction d’ouvrages divers sur la route Nyamboya-Banyo, l’entretien périodique et courant des routes en terre lot № 8-SWT/Triennal 20087-2010 dans le Sud-Ouest, réhabilitation des réseaux et voiries de la ville de Douala, l’exécution des travaux de réhabilitation et de construction des routes rurales dans la région du Nord, l’exécution des travaux de réhabilitation et de construction des routes rurales dans la région du Littoral.
Avec la société avec la société CASOCIL, il avait signé un contrat de concession avec la Communauté urbaine de Douala en 2001. Basée à Douala Madagascar, spécialisée dans la gestion du marché. Ce contrat a été résilié en juin 2010.
Avec la société BTP Cameroun ; entreprise citoyenne qui œuvre dans les Bâtiments et Travaux Publics, on peut citer le terrassement et l’aménagement de la plateforme de Limbé, fourniture des matériels au Premier Ministère, la réhabilitation de la piste prioritaire à Song-Mbong, l’assainissement de la résidence du Préfet du Wouri, l’entretien des routes en terre 6 SW dans le Sud-ouest, réhabilitation et construction des routes rurales dans le Sud-ouest, entretien périodique des routes en terre Eyumodjock-oku frontière Nigeria dans le sud-ouest, fournitures des câbles multi paires à CAMTEL à Douala et fournitures de 3000 postes téléphoniques fixes analogiques avec logo CAMTEL à CAMTEL NGOMO de Yaoundé.
Avec la société STT, il a financé plusieurs marchés à la communauté urbaine Douala et à la CAMTEL.

### Engagements politiques
Il se présente aux primaires du Rassemblement démocratique du peuple camerounais (RDPC) en 2002. Il est par la suite élu député de Wouri Est.
Il est membre du Comité central, puis président de la Commission communale puis président de la Commission de renouvellement des organes de base à Wouri VI.